# Still Life (álbum)
Still Life es el cuarto álbum del grupo sueco Opeth. Es un álbum conceptual que narra el amor de un hombre por "Melinda". Este álbum contiene un mayor nivel de experimentación con las dinámicas entre los elementos oscuros del death metal, y los elementos acústicos y limpios. Still Life podría ser considerado un giro fundamental en la evolución del sonido de Opeth. Es el primer lanzamiento que fue grabado con Martín Méndez en el bajo. El lanzamiento de Still Life fue originalmente programado para finales de septiembre de 1999, pero fue pospuesto para el 4 de octubre y luego para el 18 de octubre, la cual fue la fecha final de lanzamiento.

## Contenido
Como el disco anterior, My Arms, Your Hearse, Still Life es un disco conceptual.
- "The Moor" nos cuenta sobre el protagonista, que fue desterrado de su comunidad por ser ateo. Fue llamado "impío, raro y profanador" y fue "marcado con sangre febril". Fue abatido, quemado, cubierto con barro y desterrado del pueblo, regresando 15 años después por su amada Melinda, a quien tuvo que dejar cuando fue expulsado.

- "Godhead's Lament" trata acerca del retorno del protagonista al pueblo. Él contempla las consecuencias considerando irse por razones de seguridad. Pero no, sus deseos de ver a Melinda de nuevo superan cualquier preocupación por su propio bienestar. Él la observa desde lejos para luego percatarse de que ella se ha convertido en una monja. Aun así intenta recuperarla.

- "Benighted" es una carta de amor, básicamente una oda tácita a Melinda. El sujeto intenta convencerla de que huya con él, porque él la ama. Él intenta convencerla de que abandone su religión, la cual a sus ojos es como una "pesada cadena en su cuello".

- "Moonlapse Vertigo" El protagonista recuerda que la gente del pueblo lo mataría si se daban cuenta de que él estaba de vuelta. La canción nos da referencias acerca del Consejo de la Cruz, el gobierno cristiano, que abiertamente muestra su desprecio por los desgraciados y los pobres. Él se da cuenta de que no tiene mucho tiempo para huir del pueblo y decide reunirse con Melinda y llevarla con él. En esta canción el protagonista realmente demuestra su resentimiento contra el Consejo.

- "Face of Melinda" nos ilustra una señorita de pelo negro como una mujer tranquila meditando, mientras el protagonista se acerca a ella. Después de su fallido intento de cortejarla, ella se hizo monja. Sin embargo, él no se rinde, conspirando para tenerla de vuelta y llenar su vacío. Él está desanimado, pero le habla a Melinda de todo lo que había arriesgado para estar junto a ella otra vez. Ella le cuenta de sus propias fallas morales, pero ella misma se sorprende cuando le cuenta a él, que aún lo ama. La canción termina con una sombría pista acerca de lo que está por venir - "y desconcertada consigo misma en su línea final" - "mi promesa está hecha pero mi corazón es tuyo", implicando lo que realmente son las últimas palabras de Melinda. La canción también hace referencia a un encuentro sexual que tuvieron Melinda y el protagonista durante su breve retorno.

- "Serenity Painted Death" comienza cuando el protagonista despierta para encontrarse con que Melinda ha sido raptada y degollada por ser "infiel" a la Iglesia, a la que se suponía que ella estaba "casada". Consumido por el dolor y la rabia el protagonista asesina brutalmente a los soldados que habían matado a Melinda, en un acto momentáneo y final de agresión. En un frenesí de rabia el protagonista ataca y mata a todos los soldados que pueda antes de sucumbir y derrumbarse por su agotamiento. Cuando se recupera, el Consejo de la Cruz está ahí para llevárselo.

- "White Cluster" empieza cuando el sujeto se encuentra adormecido, probablemente por la pérdida de sangre. El estado de somnolencia lentamente desaparece. El Consejo de la Cruz trata de hacer que se arrepienta, pero él se niega. Tras esto es llevado a la horca. La gente del pueblo se ha reunido para ver la ejecución, vistiendo todos de blanco en lugar de negro para demostrarle al protagonista que creen que su alma está perdida. El verdugo se acerca y le ata la soga al cuello, permitiéndole un momento de reflexión antes de ser ahorcado. Justo antes de que llegue su fin, siente una mano en el hombro y cuando mira detrás de él ve a su derecha de pie a Melinda, quien está lista para acompañarlo en su muerte.

## Lista de canciones
Todas las canciones fueron escritas por Mikael Åkerfeldt.
| N.º | Título                   | Duración |  |
| 1.  | «The Moor»               | 11:26    |  |
| 2.  | «Godhead's Lament»       | 9:47     |  |
| 3.  | «Benighted»              | 5:00     |  |
| 4.  | «Moonlapse Vertigo»      | 9:00     |  |
| 5.  | «Face of Melinda»        | 7:58     |  |
| 6.  | «Serenity Painted Death» | 9:13     |  |
| 7.  | «White Cluster»          | 10:02    |  |

## Personal

### Opeth
- Mikael Åkerfeldt - voz y guitarra.
- Peter Lindgren − guitarra.
- Martin Mendez − bajo.
- Martin López − batería.

### Producción
- Fredrik Nordström − ingeniería.
- Isak Edh − ingeniería.
- Opeth − ingeniería.
- Göran Finnberg − masterización.
- Jens Bogren − reedición de 2008, remasterización and remix 5.1.
- Travis Smith − arte.[2]